# 蘭花學
蘭花學（英語：Orchidology）是對蘭花的科學研究。它是植物學的一個有機體分支。

## 著名的蘭花學學者
- 埃德蒙·古斯塔夫·加缪（法语：Edmond-Gustave Camus） (1852-1915)
- 阿希尔·欧仁·菲内（法语：Achille Eugène Finet） (1863-1913), 法国植物学家，专门研究亚洲兰花
- 约翰·林德利 (1799-1865), 他被稱為"现代兰花学之父 "[1]

## 外部連結
- Definition at www.merriam-webster.com （页面存档备份，存于）